# Elachista elsaella
Elachista elsaella is een vlinder uit de familie grasmineermotten (Elachistidae). De wetenschappelijke naam is voor het eerst geldig gepubliceerd in 1988 door Traugott-Olsen.
De vlinder heeft een spanwijdte van 7 tot 9 millimeter. Hij heeft een vliegtijd van mei tot augustus.
De soort komt alleen voor in het zuiden van Zweden.